# Encoma maentora
Encoma maentora là một loài bướm đêm trong họ Geometridae.